# Felipe Giaffone
Felipe Giaffone (São Paulo, 22 januari 1975) is een Braziliaans autocoureur. Hij reed tussen 2001 en 2006 in de Indy Racing League. Zijn nicht Silvana Giaffone is gehuwd met Formule 1 coureur Rubens Barrichello.

## Carrière
Giaffone reed in 1995 het Atlantic Championship. In 1996 en tussen 1998 en 2000 nam hij vier jaar deel aan de Indy Lights series. Hij werd respectievelijk zeventiende, vierde, zesde en nog eens vierde in dat kampioenschap. Hij won de race op het circuit van Michigan in 2000.
In 2001 stapte hij over naar de Indy Racing League en ging rijden voor Mo Nunn Racing. Hij werd zesde in het kampioenschap dat jaar. In 2002 won hij de race op de Kentucky Speedway, het werd zijn enige overwinning in de IndyCar. Hij werd vierde in het kampioenschap en werd dat jaar derde op Indianapolis. In 2003 en 2004 waren de resultaten minder en werd hij twee jaar na elkaar twintigste in de eindstand van het kampioenschap. In 2005 reed hij alleen op Indianapolis en in 2006 reed hij nog acht races waarna zijn IndyCar carrière tot een einde kwam. Vanaf 2007 ging hij rijden in het Braziliaanse Fórmula Truck kampioenschap, dat hij in zijn eerste jaar won in een Volkswagen vrachtwagen.

## Resultaten
Indy Racing League resultaten (aantal gereden races, aantal maal in de top 5 van een race, eindpositie kampioenschap en punten)
| Jaar | Races | 1ste | 2de | 3de | 4de | 5de | Rang | Ptn |
| ---- | ----- | ---- | --- | --- | --- | --- | ---- | --- |
| 2001 | 13    | -    | 1   | -   | 2   | -   | 6    | 304 |
| 2002 | 15    | 1    | 1   | 3   | 2   | 1   | 4    | 432 |
| 2003 | 11    | -    | -   | 2   | -   | -   | 20   | 199 |
| 2004 | 13    | -    | -   | -   | -   | -   | 20   | 214 |
| 2005 | 1     | -    | -   | -   | -   | -   | 30   | 15  |
| 2006 | 8     | -    | -   | -   | -   | 1   | 17   | 142 |

### Indianapolis 500
| Jaar | Chassis | Motor      | Start | Finish | Team                     |
| ---- | ------- | ---------- | ----- | ------ | ------------------------ |
| 2001 | G-Force | Oldsmobile | 33    | 10     | Treadway Racing          |
| 2002 | G-Force | Chevrolet  | 4     | 3      | Mo Nunn Racing           |
| 2003 | G-Force | Toyota     | 16    | 33     | Mo Nunn Racing           |
| 2004 | Dallara | Chevrolet  | 25    | 15     | Dreyer & Reinbold Racing |
| 2005 | Panoz   | Toyota     | 33    | 15     | A.J. Foyt Enterprises    |
| 2006 | Dallara | Honda      | 21    | 21     | A.J. Foyt Enterprises    |